# Гречи
Гречи (итал. Greci) је насеље у Италији у округу Авелино, региону Кампанија.
Према процени из 2011. у насељу је живело 549 становника. Насеље се налази на надморској висини од 794 м.

## Становништво
| 1951. | 1961. | 1971. | 1981. | 1991. | 2001. | 2011. |
| ----- | ----- | ----- | ----- | ----- | ----- | ----- |
| 2.756 | 2.167 | 1.670 | 1.334 | 1.196 | 946   | 736   |